# 桑原理哲
桑原 理哲（くわはら よしあき、1961年（昭和36年）5月9日 - ）は、日本の実業家。東洋証券株式会社特別顧問、神戸学院大学客員教授。学校法人神戸学院理事、東京証券信用組合理事。（「桑」の字は戸籍上の文字は「桒」(「十」３つの下に「木」)）

## 人物
広島県西区中広町に生まれ、東区上温品で育つ。中区の広島市立幟町中学校を卒業後、東区の広島県立安芸高等学校に進学。神戸学院大学法学部在学中は、同大学法学部長を務めた衣斐成司のゼミに所属。
1985年、東洋証券株式会社に入社後は神戸支店に配属される。2000年に同社浜田支店長に就任。全34支店中下位だった同支店を一年で全国１位に押し上げる。
以降、執行役員営業企画部長・経営企画部長、常務取締役営業本部長など営業部門の要職を歴任し2017年、代表取締役社長に就任。
2024年6月26日、同日開催の株主総会で諮る予定だった代表取締役社長の再任案を株主総会開催直前で撤回し、退任、同社特別顧問に就任。

## エピソード

### 転職も考えた若手時代
東洋証券株式会社に入社後、神戸支店に配属される。東灘や芦屋などの高級住宅街を担当する中、飛び込み営業をしても断られ続け、成績は同期生の中でも下位だった。会社を辞めようと考えていたその矢先、営業中に道端であった高齢の男性に話しかけられ、名刺を渡す。後日その男性から電話がかかってきて、数千万円を預けてくれた。日頃より真面目に地域を回っていた桑原を見ていて「この人なら」と思ったという。この時の経験が自身の商売の原点になっているという。

## 経歴
- 1961年（昭和36年）5月9日 - 広島県広島市西区[1] 生まれ
- 1985年（昭和60年）3月 - 神戸学院大学法学部卒業
- 1985年（昭和60年）4月 - 東洋証券株式会社入社
- 2000年（平成12年）7月 - 同社浜田支店支店長
- 2001年（平成13年）10月 - 同社今治支店支店長
- 2005年（平成17年）7月 - 同社名古屋支店支店長
- 2006年（平成18年）9月 - 同社営業企画部長
- 2007年（平成19年）4月 - 同社執行役員 営業企画部長
- 2008年（平成20年）10月 - 同社執行役員 経営企画部長
- 2010年（平成22年）6月 - 同社取締役 経営企画部長兼総務部担当
- 2011年（平成23年）5月 - 同社取締役 営業本部長兼営業企画部担当
- 2012年（平成24年）4月 - 同社常務取締役 営業本部長兼営業企画部担当
- 2014年（平成26年）4月 - 同社常務取締役 営業本部長兼ホームトレード部担当兼法人本部・営業企画部管掌
- 2016年（平成28年）4月 - 同社常務取締役 内部管理本部長
- 2017年（平成29年）4月 - 同社代表取締役社長[4]
- 2019年（平成31年）4月 - 同社代表取締役社長兼社長執行役員
- 2024年（令和6年）  6月 - 同社特別顧問